# Драшовица (Валона)
Драшовица (алб. Drashovicë) је село у јужној Албанији (Општина Сељаница, Област Валона). Лежи у долини реке Сушице. Након немачке окупације Албаније у Другом светском рату, у близини овог села се у јесен 1943. године догодио сукоб између намачких јединица и албанских партизана, који је познат као Драшовичка битка.
Према мишљењу појединих истраживача, данашња Драшовица (такође Драшковица, а раније Драчовица, односно Дражовица или Драговица) идентификује се као средњовековна Драгвица (грч. Δραγβίστα), која се у изворима помиње у епископској титули светог Климента Охридског (умро 916. године), а тим поводом се указује и на оближње село Велча, које се према мишљењу истих истраживача идентификује као средњовековна Велица (грч. Βελίτζα), за коју се сматра да је била главно седиште Климентове Величке епископије.

## Галерија
- Споменик у част Драшовичке битке
- Река Сушица код села Драшовице